# Comité des constructeurs français d'automobiles
Pour les articles homonymes, voir CCFA.
Le Comité des constructeurs français d'automobiles (CCFA), anciennement « Chambre syndicale des constructeurs automobiles », est le syndicat professionnel des constructeurs d'automobiles en France. C'est un syndicat adhérant au MEDEF. En 2022, le comité est composé de trois adhérents : le Groupe Renault (dont les filiales Alpine et Dacia), Stellantis et Renault Trucks (groupe AB Volvo).
Le CCFA rassemble les statistiques sur le secteur, étudie et oriente l'activité de lobbying du secteur en liaison avec l'Association des constructeurs européens d'automobiles (ACEA), pour les affaires de niveau européen, et avec l'Organisation internationale des constructeurs automobiles (OICA), pour les affaires de niveau mondial, en particulier celles réglementées par l'Organisation des Nations unies.

## Histoire
À l'issue d'une scission d'avec la Chambre syndicale de l'automobile, la Chambre syndicale des constructeurs d'automobiles est fondée en 1909. Elle devient ainsi l'une trois chambres syndicales de l'automobile avec la Chambre syndicale de l'automobile et des industries et la Chambre syndicale du commerce de l'automobile, fondée en 1902.
En 1931, la Chambre syndicale de l'automobile et des industries, présidée par André Citroën, et la Chambre syndicale des constructeurs automobiles, présidée par Charles Petiet, fusionnent.
En 1934 la Chambre syndicale des constructeurs d'automobiles inaugure son nouvel hôtel, situé au 2, rue de Presbourg, dans le 16e arrondissement de Paris. L'organisation était auparavant installée avenue Alphand, dans le même arrondissement.
En 1990, la Chambre syndicale des constructeurs automobiles prend le nom de « Comité des constructeurs français d'automobiles ».
Heuliez, Panhard et Matra [RC1] , encore adhérents au début des années 2000, ont quitté l'association. Aujourd’hui dominé par le poids de Stellantis et l’Alliance Renault-Nissan, le CCFA est présidé en alternance par des responsables issus de ces deux groupes.
En 2009, lors de la crise, les constructeurs français d'automobiles et leurs fournisseurs, rassemblés au sein du Comité de liaison des fournisseurs de l'automobile (CLIFA) ont mis en place la PFA (Filière automobile et mobilités) dont la mission est de contribuer au renforcement de la filière automobile française.

## Aujourd'hui

### Missions
Le Comité des constructeurs français d'automobiles est le syndicat professionnel des constructeurs d'automobiles. Il a pour adhérents Stellantis, Renault et Renault Trucks (groupe AB Volvo). Il a pour vocation l'étude non compétitive de sujets mutualisés entre constructeurs d'automobiles français, et la défense des intérêts techniques, économiques et industriels. 
Les autres branches du secteur automobile (pièces et équipements, distribution, carrosserie) sont regroupées au sein d'autres fédérations (Fédération des industries des équipements pour véhicules - FIEV, Conseil national des professions de l'automobile - MOBILIANS, Fédération française de carrosserie, industries et services - FFC, Fédération des industries électriques, électroniques et de communication - FIEEC, Fédération des industries mécaniques - FIM, Fédération Forge fonderie, Groupement plasturgie automobile - GPA, Syndicat national du caoutchouc et des polymères - SNCP...). 
Les marques étrangères sont, quant à elles, représentées par la Chambre syndicale internationale de l'automobile et du motocycle (CSIAM). Le Comité des constructeurs est associé aux travaux de l'Association des constructeurs européens d'automobiles (ACEA) dont le siège est à Bruxelles. Le Comité des constructeurs est également membre de l'Organisation internationale des constructeurs d'automobiles (OICA), qui réunit l'ensemble des associations professionnelles nationales au niveau mondial.

## Activité de lobbying

### Auprès des institutions de l'Union européenne
Le CCFA est inscrit depuis 2009 au registre de transparence des représentants d'intérêts auprès de la Commission européenne, et déclare en 2017 pour cette activité des dépenses annuelles d'un montant compris entre 100 000 et 200 000 euros.

### En France
Pour l'année 2017, le CCFA déclare à la Haute Autorité pour la transparence de la vie publique exercer des activités de lobbying en France pour un montant qui n'excède pas 500 000 euros
Pour l'année 2018 , les montants déclarés sont compris entre 600 000 et 700 000 euros.
En avril 2020, le député Matthieu Orphelin écrit à plusieurs organismes, dont le CCFA, pour leur demander des comptes sur leurs « actions de lobbying pendant la crise du coronavirus », pointant des actions concertées avec le MEDEF, l’Association française des entreprises privées (Afep), l’Association internationale du transport aérien (Iata) et visant à annuler ou retarder des normes environnementales.

## Présidents
- Jean-Luc Brossard : 2023[4].
- Thierry Cognet : 2020 à  2023
- Christian Peugeot :  2016 - 2020[5]
- Patrick Blain : 2010-2016
- Xavier Fels : 2007-2010[6]
- Manuel Gomez : 2003-2007[7]
- Yves Fradin de Belabre : 1996-2003[8]
- Henri Streit : 1993-1996
- Raymond Ravenel : 1986-1992
- Marc Ouin : 1982-1986
- Jean Panhard : 1979-1982
- Erik d'Ornjhelm : 1966-1979
- Emile Parfait : 1964-1966
- Jean-Pierre Peugeot : 1962-1964
- Pierre Lemaigre : 1953-1962
- Charles Petiet : 1918-1953
- Robert Delaunay-Belleville : 1918-1918
- Louis Renault : 1913-1918
- Armand Peugeot : 1909-1913